# 剑纹小社鼠
剑纹小社鼠（学名：Niviventer gladiusmaculus），一种于中国西藏东南部发现的啮齿动物，隶属于鼠科白腹鼠属社鼠种团。模式产地为西藏米林县南伊村。

## 形态特征
剑纹小社鼠体型明显小于社鼠种团中的其他物种，头体长120.11±10.49毫米，尾长148.15±14.70毫米，重48.53±12.76克。背毛深棕黑色，具有白色刺毛（长约10毫米，尖端一小段为棕黑色）；腹毛柔软呈纯白色。大部分胸部具有一明显的黑色剑状斑纹，斑纹狭窄的顶端延伸至腹部中部。